# Mookie Barker
Mookie Barker, geboren als Jim Myers (geb. vor 1999), ist ein US-amerikanischer Schauspieler und Komiker, der insbesondere durch Auftritte in insgesamt 19 Episoden in der Sitcom King of Queens sowie in den Kinofilmen Der Kaufhaus Cop und Das Schwergewicht größere Bekanntheit beim Publikum erlangte. 
Seine Schauspielkarriere hat Barker im Jahr 1999 begonnen. Er lebt im Stadtteil Sherman Oaks in der Stadt Los Angeles, Kalifornien. Die Vorfahren Barkers väterlicherseits stammen ursprünglich aus Deutschland.

## Filmografie (Auswahl)
- 1999–2007: King of Queens (The King of Queens, Fernsehserie, 19 Folgen)
- 2009: Der Kaufhaus Cop (Paul Blart: Mall Cop)
- 2010: Ehe ist… (’Til Death, Fernsehserie, eine Folge)
- 2011: Der Zoowärter (Zookeeper)
- 2012: Das Schwergewicht (Here Comes the Boom)